# Білик Надія Іванівна (культуролог)
Надія Іванівна Білик (дошлюбне Лиса; 23 жовтня 1971, Тернопіль) — українська науковиця, культурологиня, громадсько-культурна діячка. Всеукраїнська літературно-мистецька премія імені Братів Богдана і Левка Лепких (2009). Член НТШ (2000). Кандидат історичних наук (2000), доцент (2005). Стипендіатка Кабінету Міністрів України для молодих вчених (1997—1999).

## Життєпис
Закінчила Тернопільський педагогічний інститут (1994, нині національний педагогічний університет).
1999—2000 — старша наукова співробітниця Державного історико-архітектурного заповідника в м. Збараж.
Від 2000 — у Тернопільській академії народного господарства (нині національний економічний університет): викладачка, доцентка (2008) кафедри документознавства, інформаційної діяльності та українознавства.

## Доробок
Авторка понад 60 наукових праць, розвідок, статей у фахових виданнях, збірниках. Упорядниця видань: «Лепкий Б. Вибрані твори: У 2-х тт. — Т. 1: Поезія, проза, спогади» (2007). Співорганізаторка міжнародної наукової конференції «Проблеми інтерпретації творчої спадщини Богдана Лепкого» (2007), наукова редакторка її матеріалів.
Монографії:
- Білик, Н. І. Культурологічна спадщина Богдана Лепкого: монографія / Н. І. Білик. — Тернопіль: Богдан, 2013. — 184 с.
- Білик, Н. Богдан Лепкий у духовному відродженні українського народу: монографія / Надія Білик. — Тернопіль: Збруч, 1999. — 144 с.
- Білик, Н. Богдан Лепкий. Життя і діяльність / Н. Білик. — Тернопіль: Джура, 2001. — 172с.

Публікації:
- Білик, Н. Топос «Малої Вітчизни» у творчості Івана Марчука [Текст] / Н. Білик // Проблеми культурної ідентичності: глобальний та локальний виміри: матеріали Міжнародної наук. конф., м. Острог, 22–23 квітня2010 р./ / Наукові записки / Нац. ун-т «Острозька академія». Серія: Культурологія. — Острог: Вид-во Нац. ун-ту «Острозька академія», 2010. — Випуск 5. — С. 611—619.
- Білик, Н. Повість Богдана Лепкого «Сотниківна» : історико-культурологічний аспект [Текст] / Н. Білик // Богдан Лепкий у полікультурному дискурсі України, Європи та Америки : матеріали Міжнародної наук. конф., присвяченій 140-річчю від дня народження Богдана Лепкого // Наукові записки Тернопільського нац. пед. ун-ту ім. В. Гнатюка. Серія : Літературознавство / за ред. проф. М. Ткачука. — Тернопіль : Вид-во ТНПУ ім. В. Гнатюка, 2012. – Вип. 36. – С. 33–39.
- Білик, Н. Богдан Лепкий : штрихи до портрета [Текст] / Н. Білик // Богдан Лепкий : відомий і невідомий (1872–1941) : бібліогр. покажч. / Терноп. обл. універс. наук. б-ка, Обл. музей Богдана Лепкого в м. Бережанах, Держ. архів Терноп. обл., Терноп. обл. краєзн. музей, Бережан. Музей книги ; уклад. М. Пайонк [та ін.] ; авт. нарисів : Н. Білик, Н. Дирда; ред. Г. Жовтко ; кер. проекту та наук. ред. В. Вітенко. – Тернопіль : Підручники і посібники, 2012. – С. 4–26.
- Методичні вказівки для підсумкового контролю знань з курсу «Історія української культури» [Текст] / уклад. : Н. Білик, Н. Юрчак. — Тернопіль: ПП Шпак В. Б., 2012. — 52 с.
- Навчальні матеріали для організації самостійної роботи студентів з курсу «Професійна етика» для студентів освітньо-кваліфікаційного рівня «магістр» галузі знань 0201 «Культура» із напряму підготовки 6.020105 «Документознавство та інформаційна діяльність» [Текст] / уклад. : Н. І. Білик. — Тернопіль: ПП Шпак В. Б., 2012. — 38 с.
- Білик, Н. Внесок Тернопільського обласного краєзнавчого музею в популяризацію творчості Ярослава Омеляна [Текст] / Н. Білик // Збірник праць: том 8. Музеї Тернопільщини / Тернопільський осередок Наукового товариства ім. Шевченка / відп. ред. М. Андрейчин, ред. тому Е. Бистрицька. — Тернопіль: ТзОВ «Терно-граф», 2013. — С. 72–88.
- Білик, Н. Культурологічна спадщина Богдана Лепкого [Текст]: монографія / Надія Білик. — Тернопіль: Богдан, 2013. — 184 с. : іл.
- Білик, Н. Історія української культури [Текст]: навч. посіб. / Н. Білик [та ін.]. — 4-е вид. — Тернопіль: Астон, 2014. — С. 5–25; С. 51–106.
- Білик, Н. Тарас Шевченко в рецепції Богдана Лепкого [Текст] / Н. Білик // Тарас Шевченко і сучасна національна освіта: матеріали Міжнародної наук.-практ. конф., м. Тернопіль, 5–6 березня 2014 р., ТНЕУ // Психологія і суспільство: Спецвипуск. — Тернопіль, 2014. — С. 9–10.
- Білик, Н. Особовий архів Богдана Лепкого [Текст] / Н. Білик // Наукові записки ТНПУ ім. В. Гнатюка. Серія: Історія / за заг. ред. проф. І. С. Зуляка. — Тернопіль: Вид-во ТНПУ ім. В. Гнатюка. 2014. — Вип. 1. — Ч. 2. — С. 106—109.